# Martin Fourcade
Martin Fourcade (Perpignan, 14 september 1988) is een voormalig Franse biatleet. Samen met zijn oudere broer Simon Fourcade behoorde hij tot de wereldtop in het biatlon. In 2014 won hij twee en in 2018 drie gouden medailles bij de Olympische Winterspelen. Op 14 maart 2020 besloot hij op 31-jarige leeftijd een punt achter zijn loopbaan te zetten.

## Carrière
Sinds 2006 maakt hij deel uit van het Franse nationale team. Fourcade maakte zijn debuut in de wereldbeker in het seizoen 2007/2008. Op 6 december 2009 behaalde hij zijn eerste overwinning in een wereldbekerwedstrijd door winst in de 4x7,5 km estafette in het Zweedse Östersund. Fourcade behaalde in het seizoen 2009/2010 de eindoverwinning in de wereldbeker achtervolging.
In 2010 nam hij deel aan de Olympische Winterspelen in Vancouver, waar hij een zilveren medaille behaalde in de massastart achter olympisch kampioen Jevgeni Oestjoegov. Hij behaalde op het eind van het seizoen 2009/2010 ook drie opeenvolgende overwinningen in de wereldbeker en behaalde de eindzege in de wereldbeker achtervolging, met één punt voorsprong op de Oostenrijker Simon Eder. Op de wereldkampioenschappen biatlon 2011 in Chanty-Mansiejsk werd Fourcade voor de eerste keer wereldkampioen met winst in de achtervolging. Op de sprint behaalde hij de zilveren medaille en in de gemengde estafette een bronzen medaille.
Tijdens het seizoen 2011/2012 behaalde Fourcade zes overwinningen in wereldbekerwedstrijden. Mede daardoor werd hij een eerste maal eindwinnaar van de algemene wereldbeker. Op de wereldkampioenschappen biatlon 2012 in Ruhpolding behaalde Fourcade drie wereldtitels. Ook in het seizoen 2012/2013 en 2013/2014 was Fourcade de beste in de eindstand van de algemene wereldbeker biatlon. Zowel op de wereldkampioenschappen biatlon 2013 als de wereldkampioenschappen biatlon 2015 werd Fourcade wereldkampioen op de 20 km individueel.
In 2014 nam hij opnieuw deel aan de Olympische Winterspelen. In Sotsji behaalde Fourcade twee olympische titels op de achtervolging en het individuele nummer. In de estafette behaalde hij met het Franse team de bronzen medaille. Fourcade werd in 2017 voor de zesde opeenvolgende keer eindwinnaar van de algemene wereldbeker.

## Resultaten

### Olympische Winterspelen
| Jaar | Plaats      | Onderdeel   | Onderdeel | Onderdeel     | Onderdeel  | Onderdeel | Onderdeel          |
| Jaar | Plaats      | Individueel | Sprint    | Achtervolging | Massastart | Estafette | Gemengde estafette |
| ---- | ----------- | ----------- | --------- | ------------- | ---------- | --------- | ------------------ |
| 2010 | Vancouver   | 14e         | 35e       | 34e           | ↑          | 6e        |                    |
| 2014 | Sotsji      | ↑           | 6e        | ↑             | ↑          | 8e        | 6e                 |
| 2018 | Pyeongchang | 5e          | 8e        | ↑             | ↑          | 5e        | ↑                  |

### Wereldkampioenschappen
| Jaar | Plaats           | Onderdeel                               | Onderdeel                               | Onderdeel                               | Onderdeel                               | Onderdeel                               | Onderdeel          | Onderdeel                 |
| Jaar | Plaats           | Individueel                             | Sprint                                  | Achtervolging                           | Massastart                              | Estafette                               | Gemengde estafette | Single gemengde estafette |
| ---- | ---------------- | --------------------------------------- | --------------------------------------- | --------------------------------------- | --------------------------------------- | --------------------------------------- | ------------------ | ------------------------- |
| 2009 | Pyeongchang      | 13e                                     | 18e                                     | 8e                                      | 15e                                     | 4e                                      | –                  |                           |
| 2010 | Chanty-Mansiejsk | Niet gehouden vanwege Olympische Spelen | Niet gehouden vanwege Olympische Spelen | Niet gehouden vanwege Olympische Spelen | Niet gehouden vanwege Olympische Spelen | Niet gehouden vanwege Olympische Spelen | –                  |                           |
| 2011 | Chanty-Mansiejsk | 10e                                     | Zilver                                  | Goud                                    | 10e                                     | 12e                                     | Brons              |                           |
| 2012 | Ruhpolding       | 25e                                     | Goud                                    | Goud                                    | Goud                                    | Zilver                                  | 11e                |                           |
| 2013 | Nové Město       | Goud                                    | Zilver                                  | Zilver                                  | 10e                                     | Zilver                                  | Zilver             |                           |
| 2015 | Kontiolahti      | Goud                                    | 12e                                     | 7e                                      | 10e                                     | Brons                                   | Zilver             |                           |
| 2016 | Oslo             | Goud                                    | Goud                                    | Goud                                    | Zilver                                  | 9e                                      | Goud               |                           |
| 2017 | Hochfilzen       | Brons                                   | Brons                                   | Goud                                    | 5e                                      | Zilver                                  | Zilver             |                           |
| 2019 | Östersund        | 39e                                     | 6e                                      | 5e                                      | 24e                                     | 6e                                      | 8e                 | –                         |
| 2020 | Antholz          | Goud                                    | Brons                                   | 4e                                      | 7e                                      | Goud                                    | 7e                 | –                         |

### Wereldkampioenschappen junioren
| Jaar | Plaats     | Onderdeel   | Onderdeel | Onderdeel     | Onderdeel |
| Jaar | Plaats     | Individueel | Sprint    | Achtervolging | Estafette |
| ---- | ---------- | ----------- | --------- | ------------- | --------- |
| 2007 | Martell    | 5e          | 9e        | 9e            | Brons     |
| 2008 | Ruhpolding | 8e          | 11e       | 10e           | 5e        |

### Europese kampioenschappen
| Jaar | Plaats     | Resultaten                                                                            |
| ---- | ---------- | ------------------------------------------------------------------------------------- |
| 2008 | Nove Mesto | 23e 20 km individueel 18e 10 km sprint 9e 12,5 km achtervolging 8e 4x7,5 km estafette |

### Wereldbeker

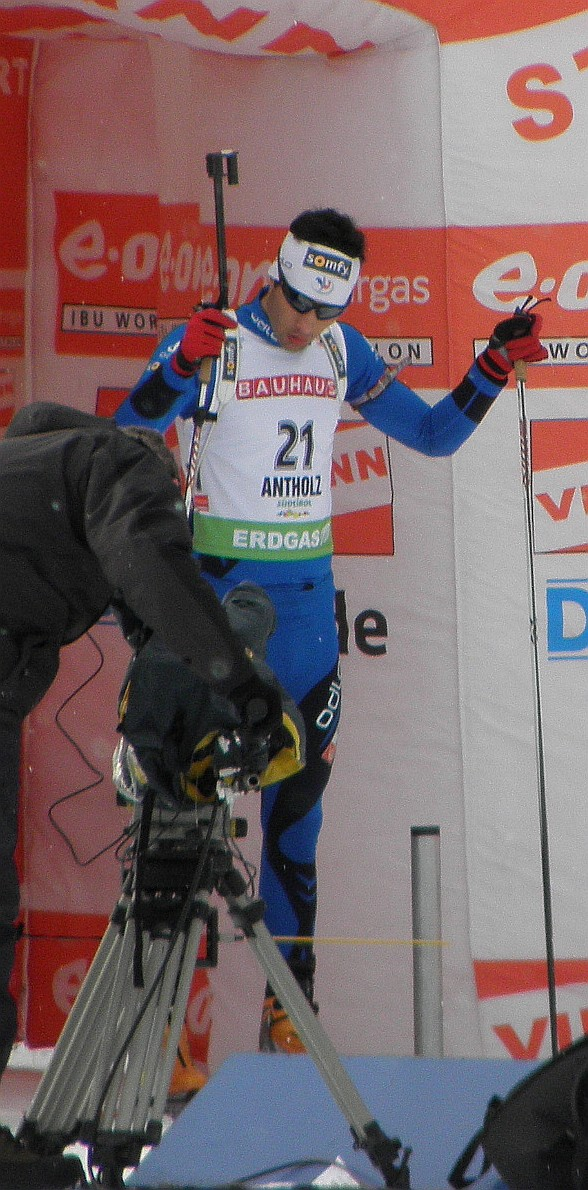
Fourcade in 2010

Eindklasseringen
| Seizoen   | Algemeen | Individueel | Sprint | Achtervolging | Massastart |
| --------- | -------- | ----------- | ------ | ------------- | ---------- |
| 2008/2009 | 24e      | 41e         | 31e    | 19e           | 25e        |
| 2009/2010 | 5e       | 8e          | 8e     | Goud          | 8e         |
| 2010/2011 | Brons    | Brons       | 4e     | Zilver        | Zilver     |
| 2011/2012 | Goud     | 4e          | Goud   | Goud          | Brons      |
| 2012/2013 | Goud     | Goud        | Goud   | Goud          | Goud       |
| 2013/2014 | Goud     | 7e          | Goud   | Goud          | Goud       |
| 2014/2015 | Goud     | Zilver      | Goud   | Goud          | Brons      |
| 2015/2016 | Goud     | Goud        | Goud   | Goud          | Goud       |
| 2016/2017 | Goud     | Goud        | Goud   | Goud          | Goud       |
| 2017/2018 | Goud     | Goud        | Goud   | Goud          | Goud       |
| 2018/2019 | 12e      | 12e         | 11e    | 10e           | 12e        |
| 2019/2020 | Zilver   | Goud        | Goud   | Zilver        | Brons      |

Wereldbekerzeges
| Nr          | Datum            | Plaats           | Onderdeel                  |
| Individueel | Individueel      | Individueel      | Individueel                |
| ----------- | ---------------- | ---------------- | -------------------------- |
| 1.          | 14 maart 2010    | Kontiolahti      | 12,5 km achtervolging      |
| 2.          | 18 maart 2010    | Oslo             | 10 km sprint               |
| 3.          | 20 maart 2010    | Oslo             | 12,5 km achtervolging      |
| 4.          | 22 januari 2011  | Rasen-Antholz    | 15 km massastart           |
| 5.          | 13 februari 2011 | Fort Kent        | 15 km massastart           |
| 6.          | 6 maart 2011     | Chanty-Mansiejsk | 12,5 km achtervolging (WK) |
| 7.          | 30 november 2011 | Östersund        | 20 km individueel          |
| 8.          | 4 december 2011  | Östersund        | 12,5 km achtervolging      |
| 9.          | 11 februari 2012 | Kontiolahti      | 10 km sprint               |
| 10.         | 3 maart 2012     | Ruhpolding       | 10 km sprint (WK)          |
| 11.         | 4 maart 2012     | Ruhpolding       | 12,5 km achtervolging (WK) |
| 12.         | 11 maart 2012    | Ruhpolding       | 15 km massastart (WK)      |
| 13.         | 16 maart 2012    | Chanty-Mansiejsk | 10 km sprint               |
| 14.         | 17 maart 2012    | Chanty-Mansiejsk | 12,5 km achtervolging      |
| 15.         | 28 november 2012 | Östersund        | 20 km individueel          |
| 16.         | 1 december 2012  | Östersund        | 12,5 km achtervolging      |
| 17.         | 12 januari 2013  | Ruhpolding       | 10 km sprint               |
| 18.         | 13 januari 2013  | Ruhpolding       | 15 km massastart           |
| 19.         | 14 februari 2013 | Nove Mesto       | 20 km individueel (WK)     |
| 20.         | 2 maart 2013     | Oslo             | 12,5 km achtervolging      |
| 21.         | 7 maart 2013     | Sotsji           | 20 km individueel          |
| 22.         | 9 maart 2013     | Sotsji           | 10 km sprint               |
| 23.         | 15 maart 2013    | Chanty-Mansiejsk | 10 km sprint               |
| 24.         | 17 maart 2013    | Chanty-Mansiejsk | 15 km massastart           |
| 25.         | 28 november 2013 | Östersund        | 20 km individueel          |
| 26.         | 30 november 2013 | Östersund        | 10 km sprint               |
| 27.         | 8 december 2013  | Hochfilzen       | 12,5 km achtervolging      |
| 28.         | 5 januari 2014   | Oberhof          | 15 km massastart           |
| 29.         | 22 maart 2014    | Oslo             | 15 km massastart           |
| 30.         | 6 december 2014  | Östersund        | 10 km sprint               |
| 31.         | 7 december 2014  | Östersund        | 12,5 km achtervolging      |
| 32.         | 14 december 2014 | Hochfilzen       | 12,5 km achtervolging      |
| 33.         | 10 januari 2015  | Oberhof          | 10 km sprint               |
| 34.         | 11 januari 2015  | Oberhof          | 15 km massastart           |
| 35.         | 12 februari 2015 | Oslo             | 20 km individueel          |
| 36.         | 3 maart 2015     | Kontiolahti      | 20 km individueel (WK)     |
| 37.         | 19 maart 2015    | Chanty-Mansiejsk | 10 km sprint               |
| 38.         | 5 december 2015  | Östersund        | 10 km sprint               |
| 39.         | 6 december 2015  | Östersund        | 12,5 km achtervolging      |
| 40.         | 12 december 2015 | Hochfilzen       | 12,5 km achtervolging      |
| 41.         | 10 januari 2016  | Ruhpolding       | 15 km massastart           |
| 42.         | 13 januari 2016  | Ruhpolding       | 20 km individueel          |
| 43.         | 4 februari 2016  | Canmore          | 10 km sprint               |
| 44.         | 12 februari 2016 | Presque Isle     | 12,5 km achtervolging      |
| 45.         | 5 maart 2016     | Oslo             | 10 km sprint (WK)          |
| 46.         | 6 maart 2016     | Oslo             | 12,5 km achtervolging (WK) |
| 47.         | 10 maart 2016    | Oslo             | 20 km individueel (WK)     |
| 48.         | 1 december 2016  | Östersund        | 20 km individueel          |
| 49.         | 3 december 2016  | Östersund        | 10 km sprint               |
| 50.         | 9 december 2016  | Pokljuka         | 10 km sprint               |
| 51.         | 10 december 2016 | Pokljuka         | 12,5 achtervolging         |
| 52.         | 15 december 2016 | Nove Mesto       | 10 km sprint               |
| 53.         | 17 december 2016 | Nove Mesto       | 12,5 achtervolging         |
| 54.         | 18 december 2016 | Nove Mesto       | 15 km massastart           |
| 55.         | 7 januari 2017   | Oberhof          | 12,5 km achtervolging      |
| 56.         | 13 januari 2017  | Ruhpolding       | 10 km sprint               |
| 57.         | 15 januari 2017  | Ruhpolding       | 12,5 km achtervolging      |
| 58.         | 12 februari 2017 | Hochfilzen       | 12,5 km achtervolging (WK) |
| 59.         | 4 maart 2017     | Pyeongchang      | 12,5 km achtervolging      |
| 60.         | 10 maart 2017    | Kontiolahti      | 10 km sprint               |
| 61.         | 19 maart 2017    | Oslo             | 15 km massastart           |
| 62.         | 3 december 2017  | Östersund        | 12,5 km achtervolging      |
| 63.         | 17 december 2017 | Le Grand Bornand | 15 km massastart           |
| 64.         | 5 januari 2018   | Oberhof          | 10 km sprint               |
| 65.         | 6 januari 2018   | Oberhof          | 12,5 km achtervolging      |
| 66.         | 10 januari 2018  | Ruhpolding       | 20 km individueel          |
| 67.         | 21 januari 2018  | Rasen-Antholz    | 15 km massastart           |
| 68.         | 17 maart 2018    | Oslo             | 12,5 km achtervolging      |
| 69.         | 22. maart 2018   | Tjoemen          | 10 km sprint               |
| 70.         | 24. maart 2018   | Tjoemen          | 12,5 km achtervolging      |
| 71.         | 6 december 2018  | Pokljuka         | 20 km individueel          |
| 72.         | 15 december 2018 | Hochfilzen       | 12,5 km achtervolging      |
| 73.         | 4 december 2019  | Östersund        | 20 km individueel          |
| 74.         | 10 januari 2020  | Oberhof          | 10 km sprint               |
| 75.         | 12 januari 2020  | Oberhof          | 15 km massastart           |
| 76.         | 16 januari 2020  | Ruhpolding       | 10 km sprint               |
| 77.         | 19 januari 2020  | Ruhpolding       | 12,5 km achtervolging      |
| 78.         | 19 februari 2020 | Rasen-Antholz    | 20 km individueel (WK)     |
| 79.         | 14 maart 2020    | Kontiolahti      | 12,5 km achtervolging      |
| Estafettes  |                  |                  |                            |
| 1.          | 6 december 2009  | Östersund        | 4x7,5 km estafette         |
| 2.          | 22 januari 2012  | Rasen-Antholz    | 4x7,5 km estafette         |
| 3.          | 10 januari 2013  | Ruhpolding       | 4x7,5 km estafette         |
| 4.          | 20 januari 2013  | Rasen-Antholz    | 4x7,5 km estafette         |
| 5.          | 19 januari 2014  | Rasen-Antholz    | 4x7,5 km estafette         |
| 6.          | 30 november 2014 | Östersund        | Gemengde estafette         |
| 7.          | 7 februari 2016  | Canmore          | Single-Mixed-Relay         |
| 8.          | 3 maart 2016     | Oslo             | Gemengde estafette (WK)    |
| 9.          | 27 november 2016 | Östersund        | Single-Mixed-Relay         |
| 10.         | 11 december 2016 | Pokljuka         | 4x7,5 km estafette         |
| 11.         | 5 maart 2017     | Pyeongchang      | 4x7,5 km estafette         |
| 12.         | 2 december 2018  | Pokljuka         | Gemengde estafette         |
| 13.         | 18 januari 2020  | Ruhpolding       | 4x7,5 km estafette         |
| 14.         | 22 februari 2020 | Rasen-Antholz    | 4x7,5 km estafette (WK)    |

### Wereldkampioenschappen zomerbiatlon junioren
| Jaar | Plaats                    | Resultaten                                                   |
| ---- | ------------------------- | ------------------------------------------------------------ |
| 2008 | Haute Maurienne Frankrijk | 10 km sprint · 4e 12,5 km achtervolging · gemengde estafette |